# Carl Philip von Weyher
Carl Philip (von) Weyher (død 5. maj 1694 i Wien) var en dansk officer.
Han var søn af Adam von Weyher og førte 1692-94 som oberst 1. jyske Rytterregiment, der i kejserlig sold kæmpede i Ungarn. Han døde i Wien 5. maj 1694. 